# Pietro Giacomelli
Pietro Giacomelli (Noventa Vicentina, 4 agosto 1836 – Tribano, 1º giugno 1908) è stato un patriota italiano.

## Biografia
Patriota, garibaldino e capitano medico, è stato uno dei 1089 componenti della formazione dei Mille che prese parte alla Spedizione dei Mille guidata da Giuseppe Garibaldi.
Fu uno dei 34 vicentini che parteciparono alla Spedizione dei Mille.
In suo onore è stata intitolata una via a Noventa Vicentina nella frazione di Saline.